# Туркменистан на Светском првенству у атлетици на отвореном 1995.
Туркменистан је учетвовао на 5. Светском првенству 1995. одржаном у Гетеборгу (Шведска) од 5. до 13. августа.
У његовом другом учешћу на светским првенствима на отвореном Туркменистан је предстаљао један атлетичар која се такмичио у скоку удаљ.
Такмичар Туркменистана није освојио ниједну медаљу, нити је оборио неки рекорд.

## Учесници
| Мушкарци: - Владимир Маљавин — Скок удаљ |

## Резултати

### Мушкарци
| Атлетичар        | Дисциплина | Лични рекорд | Квалификације | Квалификације | Финале               | Финале        | Детаљи |
| Атлетичар        | Дисциплина | Лични рекорд | Резултат      | Место         | Резултат             | Место         | Детаљи |
| ---------------- | ---------- | ------------ | ------------- | ------------- | -------------------- | ------------- | ------ |
| Владимир Маљавин | скок удаљ  | 7,99 НР      | 7,38          | 16 у гр Б     | Није се квалификовао | 29 / 49 (505) | [ 1 ]  |